# 恩多夫
恩多夫是德国石勒苏益格－荷尔斯泰因州伦茨堡-埃肯弗德县的一个市镇。总面积14.68平方公里，总人口661人，其中男性346人，女性315人（2011年12月31日），人口密度45人/平方公里。